# Chanhassen
Chanhassen is een voorstad van Minneapolis en een gemeente in de Amerikaanse staat Minnesota. De plaats ligt grotendeels in Carver County, maar ligt ook voor een klein deel in Hennepin County. Chanhassen heeft 23.864 inwoners (2006).
Volgens de United States Census Bureau heeft Chanhassen een totale oppervlakte van 59,3 km², waarvan 9,26% water.
De plaats ligt zo'n 25 km ten zuidwesten van de binnenstad (downtown) van Minneapolis. Chanhassen is bekend als residentie van Paisley Park Studios, het studiocomplex van Prince en het Minnesota Landscape Arboretum.

## Plaatsen in de nabije omgeving
De onderstaande figuur toont nabijgelegen plaatsen in een straal van 8 km rond Chanhassen.